# Golbey Épinal Thaon Vosges
IL GET Vosges è una società cestistica avente sede a Épinal, in Francia.

## Storia
La società attuale, fondata nel 2006, è erede dell'Association Sportive Golbéenn, nata nel 1937. Nel 1978 ha mutato denominazione in Association Sportive Golbey-Épinal (ASGE), e dal 2006 è nota come GET Vosges in virtù della fusione tra ASGE e ES Thaon Basket.
Nel 1996-97 ha disputato per la prima volta la Pro B, secondo livello del campionato francese; ha militato nella categoria anche nelle stagioni 2004-2005 e 2005-2006.
Nel 1998 ha raggiunto le semifinali della Coppa di Francia.